# Opolno-Zdrój
Opolno-Zdrój est une localité polonaise de la gmina de Bogatynia, située dans le powiat de Zgorzelec en voïvodie de Basse-Silésie.